# Loreto (Agusan del Sur)
Loreto ist eine philippinische Stadtgemeinde in der Provinz Agusan del Sur. Sie hat 42.501 Einwohner (Zensus 1. August 2015).

## Baranggays
Loreto ist politisch unterteilt in 17 Baranggays.
| - Binucayan - Johnson - Magaud - Nueva Gracia - Poblacion - San Isidro - San Mariano - San Vicente - Santa Teresa | - Santo Tomas - Violanta - Waloe - Kasapa - Katipunan - Kauswagan - Santo Niño - Sabud |